# Francesco Geminiani
Francesco Xaverio Geminiani (Lucca, 5 dicembre 1687 – Dublino, 17 settembre 1762) è stato un violinista e compositore italiano.

## Biografia
Figlio del noto violinista Giuliano, che fu il suo primo maestro, proseguì gli studi sotto la guida di Alessandro Scarlatti, divenne poi allievo di Carlo Ambrogio Lonati, soprannominato Il gobbo, abile violinista e da ultimo passò nella scuola di Corelli. Dal 1707 rimpiazzò il padre alla Cappella Palatina di Lucca. Nel 1711 divenne primo violino e direttore d'orchestra del teatro dell'Opera di Napoli. Dopo un breve ritorno a Lucca, nel 1714 si recò a Londra dove le sue brillanti esecuzioni gli diedero in poco tempo una gran reputazione. Due anni dopo il suo arrivo a Londra pubblicò 12 sonate per violino e basso, o clavicembalo, che dedicò al barone di Kielmansegge, ciambellano del re Giorgio I. Quest'opera ebbe un brillante successo. Il barone, che era il principale protettore di Geminiani, ne parlò al re e ottenne il permesso di far eseguire in sua presenza, da Geminiani, qualcuna delle sue produzioni. Fu Händel in quell'occasione a sedere al clavicembalo e Geminiani suonò in maniera tale da giustificare la protezione dei suoi amici.
Sfortunatamente, era tanto amante della pittura da indebitarsi spesso per soddisfare le sue fantasie in questo genere d'arte e per procurarsi quadri di valore. Le sue imprudenze finanziarie in questo campo si spinsero così lontano che fu obbligato a mettersi sotto la protezione di una legge che assicurava la libertà delle persone legate all'ambiente dell'alta nobiltà inglese: il conte di Essex lo mise così sulla lista dei suoi domestici.
Il posto di maestro di musica e compositore dello stato d'Irlanda era divenuto vacante nel 1727. Il conte d'Essex richiese il posto a Robert Walpole, primo ministro del Regno Unito, per Geminiani, egli lo rifiutò dicendo che da cattolico non poteva occuparlo. Il posto fu così dato a Mathieu Bubourg che era stato suo allievo. Ciò nonostante le opere che Geminiani pubblicava ogni anno accrescevano la sua reputazione. Oltre ai suoi concerti, aveva arrangiato i soli di Corelli e sei sonate dello stesso autore. Ma la pubblicazione di queste diverse opere aveva poco migliorato la sua situazione. In un viaggio che l'autore fece a Parigi, entrò in relazione con padre Castel che fece stampare, nel Journal des savants una analisi apologetica della guida armonica. Di ritorno in Inghilterra, Geminiani la tradusse in inglese e la pubblicò per tacitare le critiche.
Dopo altri viaggi ed un soggiorno a Parigi, durante il quale fece stampare edizioni rivedute e corrette di molte sue opere, Geminiani ritornò in Inghilterra nel 1755, vi fece apparire nuove composizioni e iniziò a pubblicare una sorta di giornale di musica, sotto il titolo di The Harmonical Miscellaney, ma lo scarso successo riscosso da questa iniziativa lo fece desistere dall'impresa dopo appena 2 numeri. Nel 1761 Geminiani andò in Irlanda, dove Bubourg, che era allora a capo dell'orchestra del re, l'accolse con la riconoscenza che doveva al suo antico maestro. Geminiani aveva impiegato parecchi anni a raccogliere materiali considerevoli per un libro sulla musica, ma una donna che era al suo servizio, e che probabilmente vi era entrata al solo scopo di derubarlo, gli sottrasse il manoscritto, che non si è più potuto ritrovare in seguito. Questa perdita fece una impressione profonda sullo spirito di Geminiani e accelerò probabilmente la fine della sua vita. Morì a Dublino il 17 settembre 1762.

## Considerazioni sull'artista
Come esecutore Geminiani sembrava avere un talento di prim'ordine, perché non si conoscono contestazioni su questo aspetto, l'opinione non è invece unanime al riguardo delle sue composizioni. Avison le cita come modello di eccellente musica strumentale, ne loda soprattutto la modulazione dolce e piena di espressività, l'armonia sempre perfetta e la naturalezza dei passaggi. Burney dice, al contrario, che le sue composizioni sono sì ardite e piene d'invenzione, ma difettose nel ritmo e nella melodia, e che esse contengono così poche frasi che un musicista che si sbagliasse, suonando la sua parte, farebbe molta fatica a ritrovarsi al punto giusto. Quale che sia la verità, è indubbio che Geminiani cercò di allontanarsi dallo stile antico di Corelli, ma se le forme delle composizioni sono più moderne, non vi si trovano la ricchezza e la purezza di stile del suo maestro. Come scrittore didattico, Geminiani merita elogi per il trattato The art of playing on the violin... che è un buon libro elementare, ma il resto dei suoi scritti, e soprattutto la sua Guida armonica, sono ben al di sotto. Quest'ultima opera, in particolare, non contiene che una raccolta di risoluzioni armoniche, scritte in uno stile scorretto.

## Geminiani e la Massoneria
Francesco Geminiani entrò nella loggia massonica londinese prima gran loggia d'Inghilterra il 22 dicembre 1724, per essere elevato a maestro il 12 maggio 1725.

## Saggi e trattati
- Rules for playing in a true taste on the violin, german flute, violoncello and harpsichord, particulary the thorough bass, exemplifyd in a variety of compositions on the subiects of english, scotch, and irish tunes 1745
- A treatise on good taste being the second part of the rules 1749
- The art of playing on the violin, containing all the rules necessary to attain to a perfection on that instrument with a great variety of compositions which will also be very useful to these who study the violoncello, harpsichord, & co.

In quest'ultima opera, presuppone la conoscenza delle note e si impegna a spiegare al lettore, l'uso del manico del violino e la maniera di servirsi dell'archetto. In un'incisione che fece preparare a questo proposito, divise il manico in 12 parti, in toni interi e in semitoni, esigendo che l'allievo portasse questo schema sul manico del suo violino, con un pastello a cera, e, per mostrarne l'uso, traccia più scale con l'indicazione della diteggiatura e delle sei differenti posizioni della mano, chiarendo infine questa parte per mezzo di eloquenti esempi. Insegna inoltre a servirsi dell'archetto; come bisogna tenerlo e posarlo sulle corde per ottenere dei bei suoni, come lo si debba sollevare e la maniera di ottenere il forte e il piano. Tutte queste regole sono seguite da una serie di esempi o, piuttosto, da 12 soli per violino, con accompagnamento di basso, in tutti gli stili, in tutti i toni e in tutti i movimenti.
- Guida armonica o dizionario armonico, being a sure guide to harmony and modulation

Quest'opera, che non consiste che in passaggi molto brevi, e alla quale si pretende che l'autore abbia lavorato per vent'anni, fu tradotta in francese a Parigi nel 1756. Vi apparve sotto il titolo di: Guide harmonique, ou dictionnaire harmonique
- A supplement to guida armonica, with examples shewing it's use in composition
- The art of accompaniament or a new and well digested method to learn to perform the thorough bass on the hapsichord
- The art of playing guitar or cittra, containing several compositions with a bass for the violoncello or harpsichord'

## Opere
- 12 Sonate per violino, violone e cembalo, op. 1, Londra 1716
- Arrangiamenti per Concerto Grosso delle sonate 1-6 per violino op. 5 di Corelli, Londra 1726
- Arrangiamenti per Concerto Grosso delle sonate 7-12 per violino op. 5 di Corelli, Londra 1727
- Revisione delle Sonate per violino e basso continuo di Francesco Mancini, Londra 1727
- 6 Concerti in 7 parti (Concerti grossi), op. 2, Londra 1732 (Ia edizione) e Parigi 1755 (IIa edizione)
- 6 concerti grossi, op. 3, Londra 1732 (Ia edizione) e Parigi 1755 (IIa edizione)
- "La Foresta Incantata" - Pantomima, suite tratta dal XIII Canto della Gerusalemme Liberata, marzo 1754
- 12 Sonate per violino e basso continuo, op. 4, Londra 1739
- Trascrizione per clavicembalo delle sonate dell'op.1 ed op. 4, 1741
- 6 Concerti grossi, Londra 1743 (trascrizioni delle sonate 1,11, 2, 5, 7 e 9 della propria op. 4)
- 6 Sonate per violoncello e basso continuo, op. 5, Parigi, 1746
- Trascrizione per violino delle sonate op. 5, Londra/L'Aja 1746
- 6 Concerti, op. 6. Londra 1741-42 (perduti)
- 6 Concerti grossi (in 8 parti) op. 7, Londra 1748
- Trascrizioni in trio delle sonate op. 1, Londra 1757